# Гермагор-Прессеггер-Зеє
Гермагор-Прессеггер-Зеє (нім. Hermagor-Pressegger See) — місто в Австрії, у федеральній землі Каринтія.
Центр округу Гермагор. Населення становить 6824 особи (на 1 січня 2018 року). Займає площу 204,82 км². Має назву на честь Св. Гермагора з Аквілеї.

## Географія
Місто лежить на річці Гайль біля північного підніжжя Карнійських Альп неподалік кордону з Італією. На півдні перевал Насфельд з'єднує його з італійським муніципалітетом Понтебба. На півночі дорога веде через Гітшталь у Гайльтальські Альпи, через Кройцберзьку сідловину до озера Вайсензеє і далі до Грайфенбурга в долині Драви. Станція Hermagor є зупинкою на лінії Gailtal Railway від Арнольдштайна до Кечах-Маутена.
Муніципальна територія включає мілководне озеро Прессеггер-Зеє, одне з найтепліших озер Австрії з великими очеретяними берегами.

## Історія
Археологічні знахідки показали, що історичний район видобутку залізної руди був заселений приблизно в 1800-1200 роках до нашої ери. Пізніше він був частиною кельтського королівства Норик, яке було включено до Римської імперії в 15 році до нашої ери.
Парафія святого Гермагора в Каринтійському герцогстві вперше згадується в документі 1169 року, ймовірно, фундацією патріархів Аквілеї. Завдяки своєму стратегічному розташуванню він швидко процвітав, у 1288 році отримав права ринкового міста і став головним поселенням долини річки Гайль.
У 1779 році ботанік Франц Ксавер фон Вульфен виявив Wulfenia carinthiaca на схилах вершини Гартнеркофель. Гермагор став столицею однойменного округу в 1868 році та був домом для цісарсько-королівського гарнізону ландверу. Гайльтальська залізниця була побудована з 1894 року, її було продовжено в 1915 році для військових цілей на італійському фронті Першої світової війни.
Гермагор отримав статус міста 10 жовтня 1930 року, з нагоди десятої річниці Каринтійського плебісциту. Сучасний муніципалітет Гермагор-Прессеггер-Зеє був заснований шляхом злиття кількох колишніх незалежних комун під час адміністративної реформи 1973 року.

## Визначні місця
- Замок Медерндорф, включаючи Музей долини Гейль
- Гарніценкламм, каньйон з численними водоспадами
- Wurzer Dirndl, місцеве виробництво традиційного одягу в альпійському стилі (Dirndl)